# Ruprecht I. Lehnický
Ruprecht I. Lehnický (polsky Ruprecht I legnicki, 27. března 1347 – před 12. lednem 1409) byl lehnický kníže pocházející z rodu slezských Piastovců.

## Život
Byl nejstarším ze čtyř synů lehnického knížete Václava a Anny, dcery těšínského knížete Kazimíra I. Záhy osiřel a společně s mladšími bratry se dostal do regentské péče strýce Ludvíka. Po otci podědil značné dluhy. V roce 1365 se zúčastnil cesty Karla IV. za arelatskou korunou a v Avignonu se mu podařilo získat zrušení exkomunikace svého zemřelého otce.
Před 10. únorem 1372 se oženil s bývalou polskou královnou Hedvikou Zaháňskou, vdovou po Kazimírovi III. Zemřel v lednu 1409 a byl pohřben v rodové nekropoli v kostele Božího hrobu v Lehnici.